# Serrasalmus spilopleura
Serrasalmus spilopleura és una espècie de peix de la família dels caràcids i de l'ordre dels caraciformes.

## Morfologia
- Els mascles poden assolir 21 cm de llargària total.
- Nombre de vèrtebres: 35.[2]

## Hàbitat
Viu en zones de clima tropical entre 23 °C - 28 °C de temperatura.

## Distribució geogràfica
Es troba a Sud-amèrica: conques dels rius Guaporé i Paranà a l'Argentina.